# Chusquea windischii
Chusquea windischii är en gräsart som beskrevs av Lynn G. Clark. Chusquea windischii ingår i släktet Chusquea och familjen gräs. Inga underarter finns listade i Catalogue of Life.